# Rossberg (chaume saint Dié)
Pour les articles homonymes, voir Rossberg.
Le Rossberg est un sommet aux formes aplanies sur la ligne de crête vosgienne, culminant à 1 130 m d'altitude au nord du col du Bonhomme.

## Toponymie
ln monte dicto Rosseberg (1291), In campo qui vulgariter nuncupatur de Rosper (1313), Champ de Rosperg (1504), La montagne de Rospert (1580), Chaume de Rosperg (1594), Rossepercq (id.), Chaume du prey de Rosperg (1628), Rospergue (1700), La chaume de Rosberg (1777), Rosperg (1845),,.
Rossberg est un terme d'origine allemande signifiant « montagne rose », « montagne rosée » ou « montagne des chevaux ». Autrefois, il semble que les seigneurs d'Alsace y faisaient paître leurs chevaux.
Le toponyme Rossberg pourrait également être interprété à partir de la racine indo-européenne ross, liée au concept de course, et se comprendre alors comme « montagne de la course solaire ».

## Géographie

### Situation

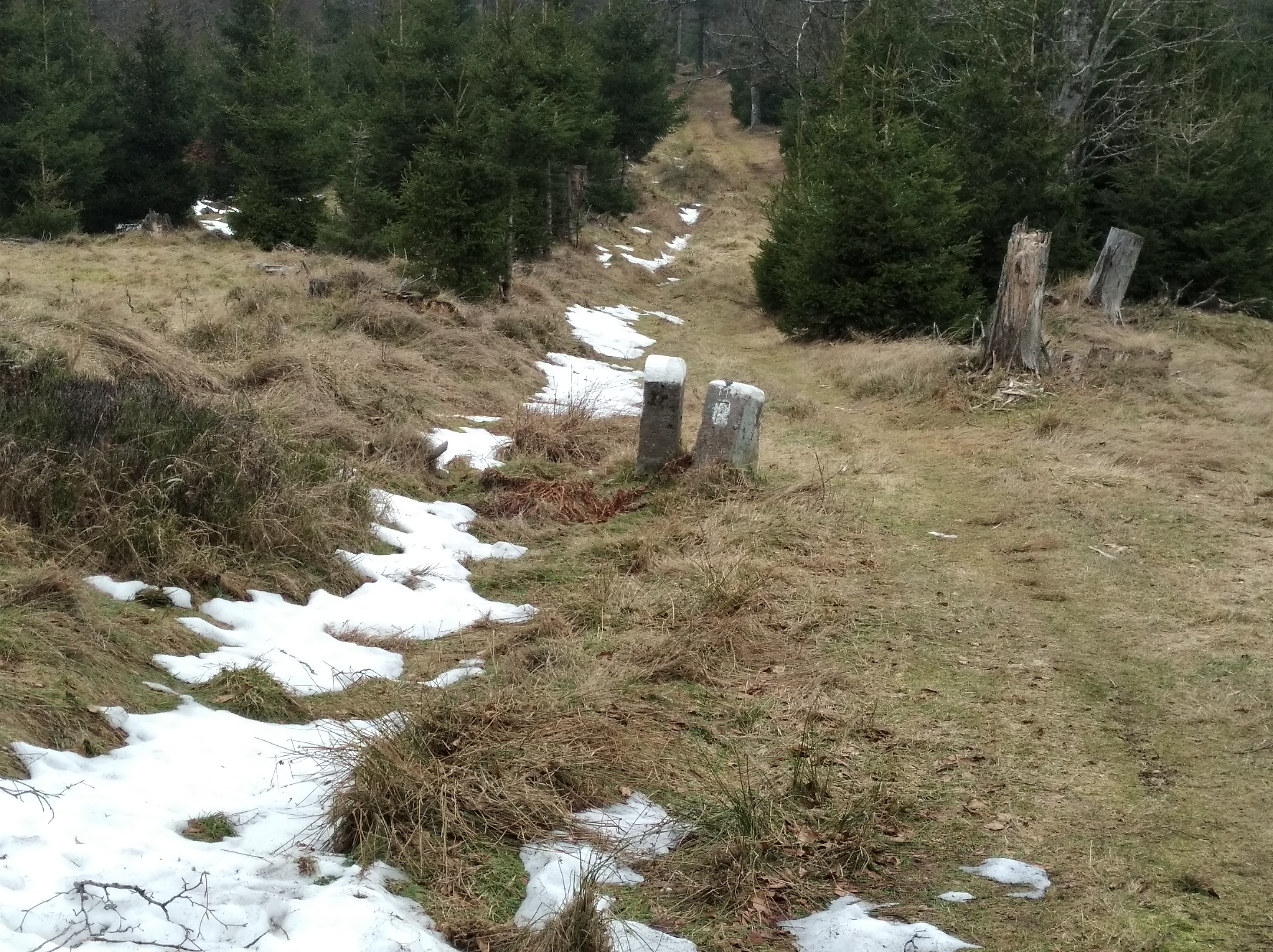
Bornes frontières.

Dénudé en chaume il y a moins de deux siècles, il est aujourd'hui recouvert d'un manteau forestier, la hêtraie-sapinière.
Sa partie lorraine occidentale, la plus vaste, appartient essentiellement à la commune de La Croix-aux-Mines, une fraction méridionale sous l'ancien nom désuet de Gazon Cadar est rattaché au territoire communal de Fraize. Sa frange orientale, alsacienne, est sur le canton de Lapoutroie, territoire communal du Bonhomme.

### Topographie
Il s'agit du plus haut sommet sur la ligne de crête principale des Vosges au nord du col du Bonhomme, les Petit et Grand Brézouard, ainsi que le Hirzberg, au-delà du col des Bagenelles, étant placés sur une ligne de crête secondaire.

### Géologie
Le Rossberg est composé d’un replat granitique légèrement érodé, parsemé de formations gréseuses. Sur son versant alsacien, il abrite le cirque glaciaire de la Closerie, formé durant la glaciation de Würm. Ce cirque est une formation de pente constituée de matériaux provenant d’une moraine.

## Histoire
Le Rossberg était une vaste chaume sur le versant lorrain ; le versant granitique alsacien, en pente raide au-dessus du cours de la Béhine, était forestier.
Ce sommet faisait partie des cinq pelouses louées par les habitants du val d'Orbey au ban de Fraize, relevant de la juridiction des Ribeaupierre au début du XIIIe siècle et des Château-Bréhain à la fin du XVIe siècle.
Au XVIe siècle, le pâturage du Heckauerfürstweid est mentionné sur les flancs du Rossberg,.
Au fil du temps, la noblesse s'empara progressivement de parcelles forestières, qui furent vendues à plusieurs reprises aux ducs de Lorraine. Ces derniers exploitèrent le bois pour alimenter les mines d'argent de Sainte-Marie-aux-Mines.
En 1634, les pelouses du Rossberg furent utilisées pour la dernière fois avant que la guerre de Trente Ans et la peste ne mettent fin à leur exploitation. À partir de 1655, la mise en location du Pré de Raves et du Rossberg fut annoncée à la sortie de la messe paroissiale des villages voisins. Peu après, une affiche fut placée au portail de l'église de Saint-Dié, invitant les chaumistes à se présenter au siège de la gruerie. Toutefois, l'insécurité liée à la présence éventuelle de soldats provoqua une indifférence générale à cette annonce. En 1700, la « schopf » (étable) du Rossberg faisait partie des trois reconstruites sur les montagnes lorraines.
Toujours en 1700, sur ordre du duc Léopold, Claude Vuillemin, contrôleur de gruerie à Bruyères, inspecta les chaumes. Au Rossberg, le procès-verbal indique que douze à treize poulains y paissaient pendant la saison de pousse des herbes.
Le Rossberg fait également partie des trois grands pâturages au nord du col du Bonhomme, à savoir :
- le prey de Rosperg ;
- Barbelimprey (espace herbeux groupant le pré du Bois aux Vieux Gazons sur les cartes actuelles) ;
- le Prey de Raves (au niveau du col du Pré de Raves et en aval dans la haute vallée du ruisseau homonyme).

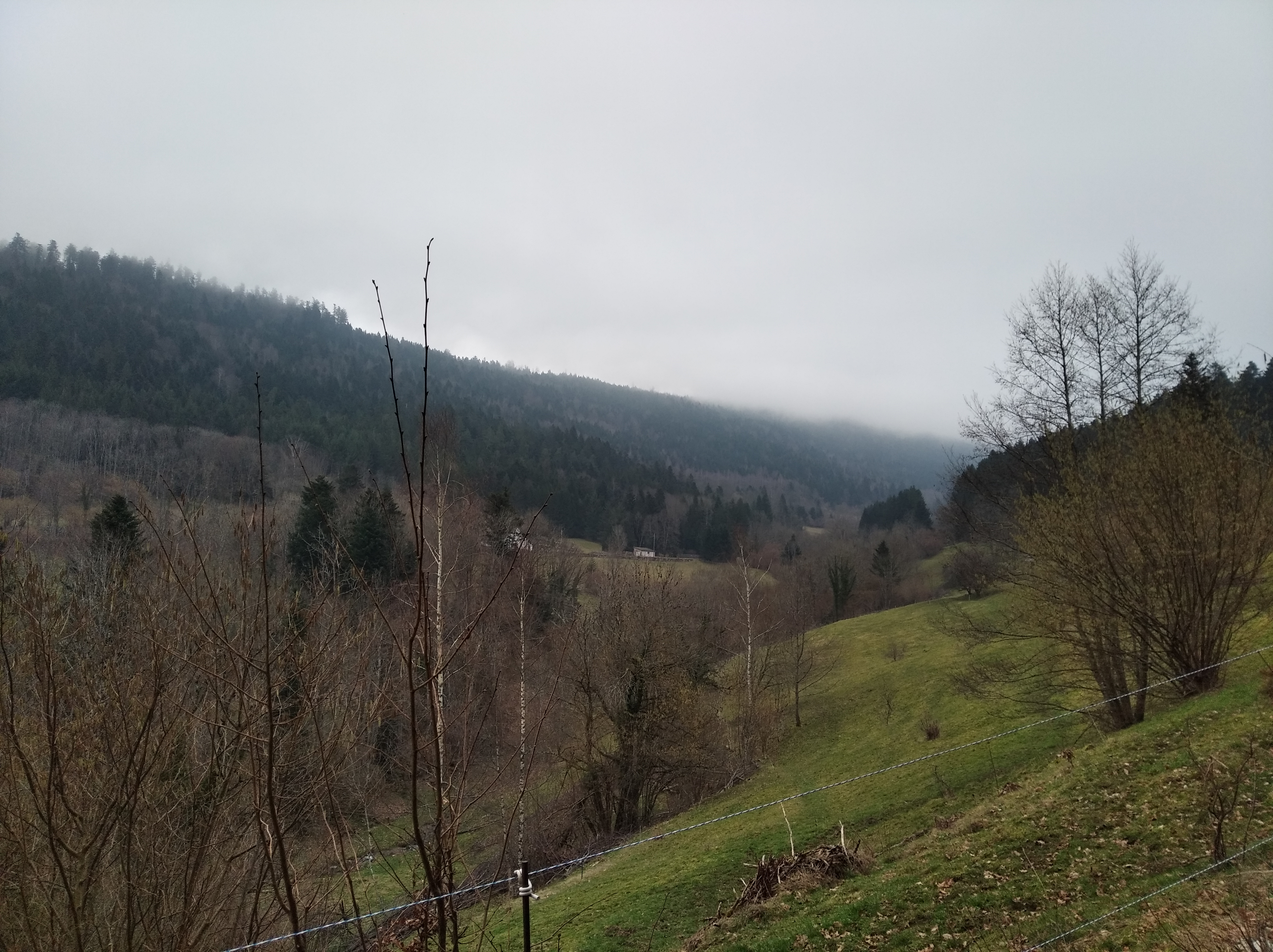
Haute vallée de Scarupt.

Même après son partage sous la Restauration entre les communes vosgiennes sus-citées, l'activité pastorale est restée. En 1910, sur la commune de Fraize, en contrebas du gazon Cadar où existe encore une marcairie-métairie du Rossberg au milieu d'une petite chaume, la haute vallée des Ponsez ou du Scarupt est jalonnée de fermes et de chaumes aujourd'hui disparues :
- la ferme de la Capitaine à 150 mètres de la métairie du Rossberg (détruite et incendiée par la foudre[15]) ;
- le Rond-Chaxel avec sa ferme, un finage isolé surplombant la vallée du Scarupt à 2 km sur le versant au soleil ;
- la chaume des Caluches, sur le versant au soleil entre le Rond-Chaxel et la métairie du Rossberg. Il correspond approximativement aujourd'hui au canton forestier de Chalnavée ;
- la ferme du Bouxerand sur le chemin du Tracé qui longe le revers de Scarupt jusqu'au Fer-à-Cheval, à la limite entre Fraize et Plainfaing à la partie terminale du massif du Hangochet ;
- le Pré Jallé qui en fond de vallée s'étendait jusqu'en contrebas du Rond-Chaxel, déjà enclavé par la forêt de l'adroit.

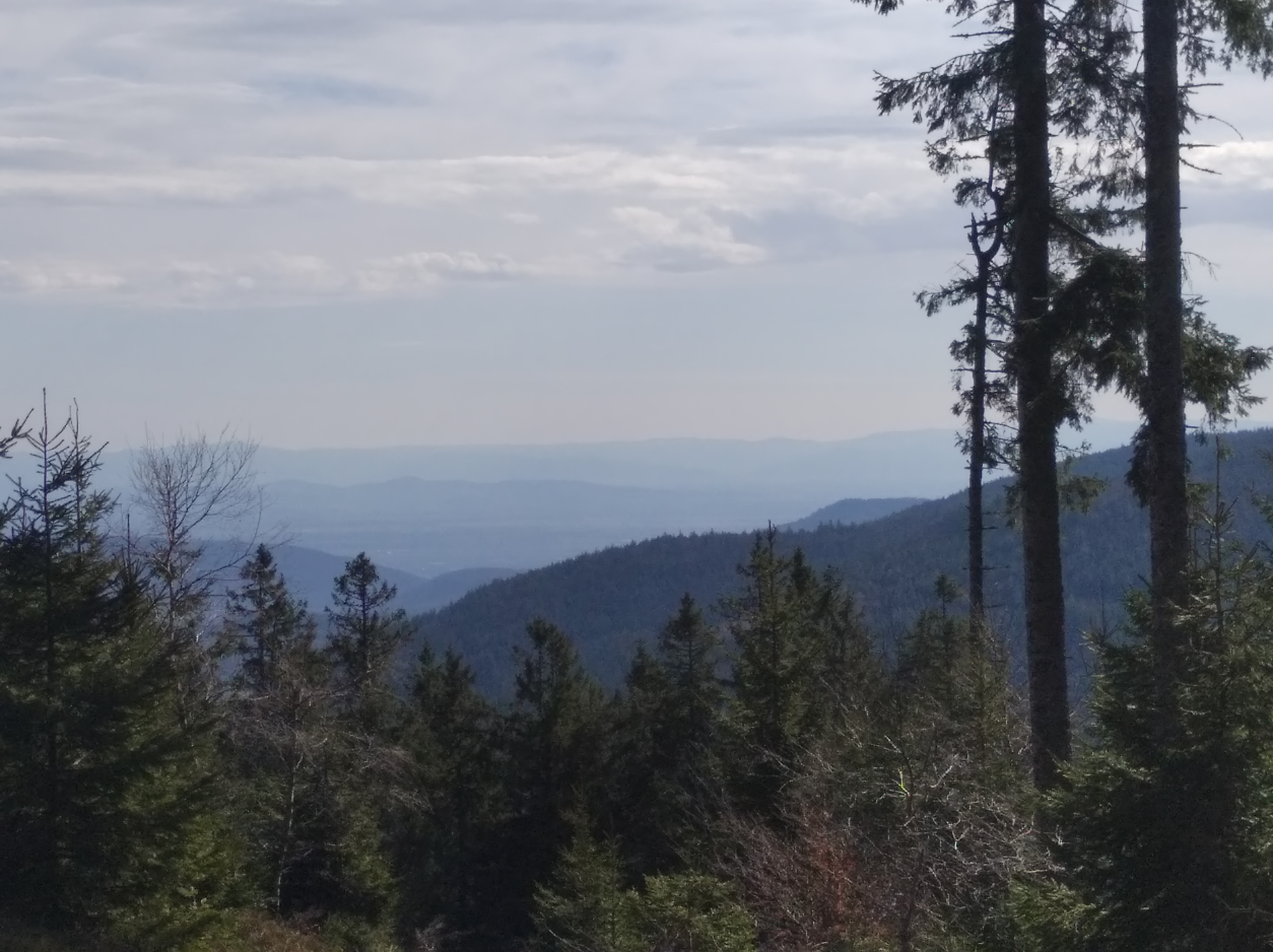
Vue sur l'Alsace et la Forêt-Noire.

Toutefois, le sommet est déjà très boisé, d'où l'installation d'un observatoire-mirador en 1896 à proximité du point culminant, reconstruit par nécessité à environ 12 mètres de hauteur en 1907. Une immense part du panorama lorrain, en particulier les sommets jouxtant la vallée de la Meurthe, peut être contemplée. Il était même possible de reconnaître, en direction nord-ouest selon Jean Cordier, à l'œil nu des maisons de la ville de Saint-Dié-des-Vosges. Les principaux contreforts de la chaîne des Vosges, du Donon au Hohneck, sont alors aussi visibles depuis ce mirador.
Le côté alsacien s'ouvre toujours au regard plus facilement :
- au nord-est apparaît le Haut-Koenigsbourg ;
- à l'est le Bressoir ou Brézouard de couleur brunâtre et les autres sommets bleutés de sa crête, au sud-est ;
- au sud-est, la tête des Faux, les Immerlins, le Violu, le cirque du lac Blanc et la vallée montagneuse de la Weiss.

Plus loin, au-delà des monts d'Aubure, se distinguent la plaine alsacienne, le Rhin et la Forêt-Noire.
Le Rossberg fut également le théâtre de violents combats durant la Première Guerre mondiale,.
Située au milieu des champs de neige, la ferme du Rossberg servait de refuge pour l'association des skieurs du canton de Fraize, fondée en 1935. Ce refuge pouvait abriter 40 à 50 personnes. Les skieurs étaient guidés dès le col du Bonhomme par des panneaux indicateurs et des jalons.
Au cours de la Seconde Guerre mondiale, de nombreux combats eurent lieu lors de la Libération. En effet, le secteur était crucial comme voie d'approvisionnement et constituait un axe stratégique.

## Légende
Le Rossberg, relief dominant le col du Bonhomme et offrant une remarquable vue sur l'ensemble du bassin de Saint-Dié, est une étape surplombant le « vieux chemin saint Dié ». Du col du Bonhomme, ce chemin mérovingien rejoignait le haut versant au soleil de la vallée de Scarupt jusqu'au col de la Séboue, avant de se diriger vers la tête de la Behouille.

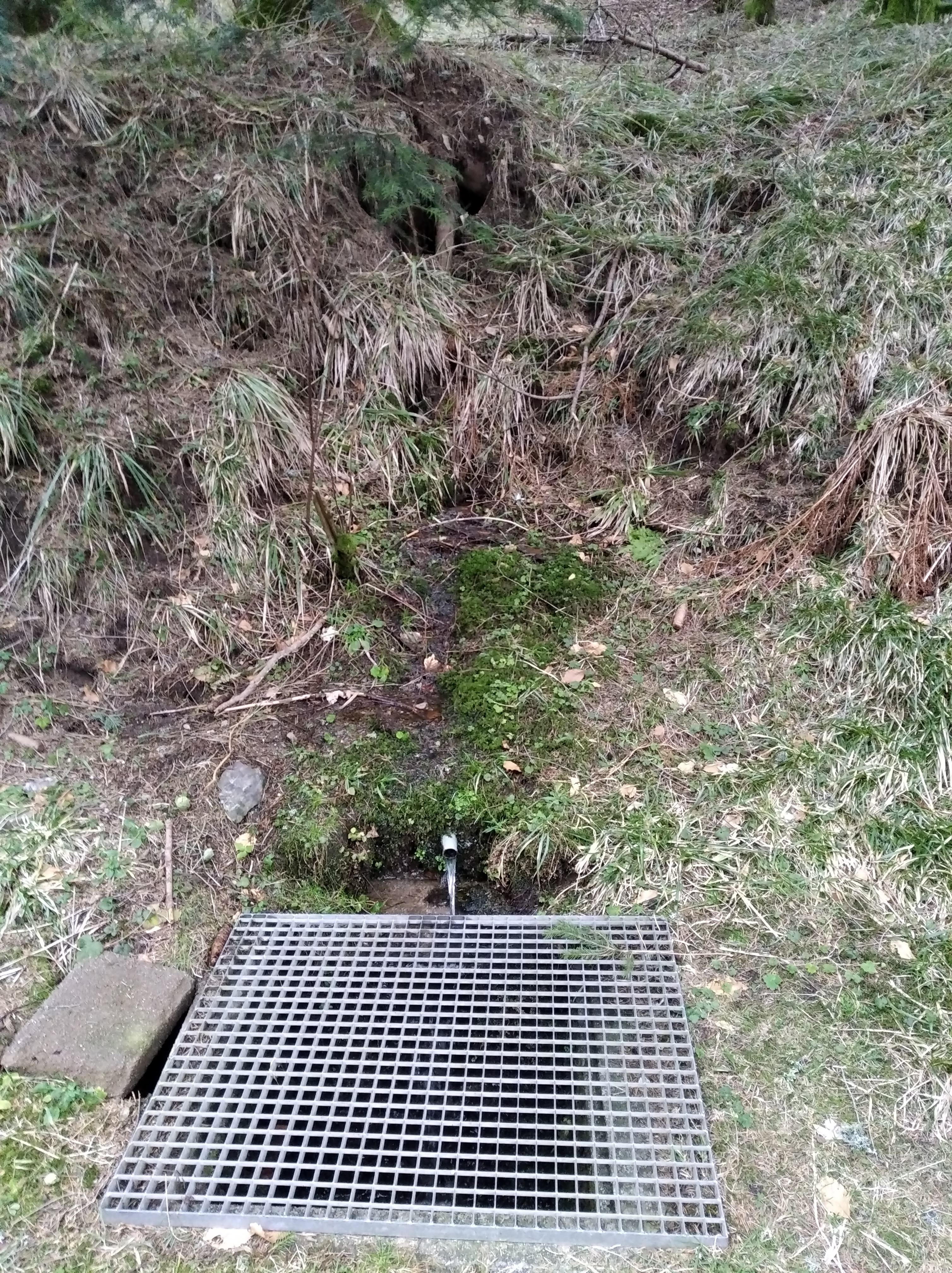
Fontaine saint Dié.

Le bonhomme Déodatus, alias saint Dié, après avoir marché sans discontinuer depuis Hunawihr, parvient assoiffé et exténué à 100 mètres du sommet de la chaume. Il plante son bâton et une source jaillit de la pointe qui est, disent les conteurs, à l'origine de la fontaine saint Dié. Il s'y repose, s'endort mais se réveille perdu dans un profond brouillard né des effets de la source devenue surpuissante. Il prie le Seigneur lumineux de le faire sortir des limbes épaisses de plus en plus froides. Il essaie de partir mais, perplexe, le saint homme est contraint de revenir sur ces pas près d'un bloc de grès massif pour ne pas s'égarer. La faim le tenaille. Mais sa prière ardente a été entendue : deux corbeaux lui apportent une saine nourriture. Les aliments, vite avalés, réchauffent le saint frigorifié. Restauré, l'esprit clair, il lance sa hache-marteau qui fend le météore jusqu'au pied septentrional du Kemberg, sous les rochers de la Côte saint Martin où il fonde son premier monastère.

## Activités
Certains gazons ou chaumes aplanies étaient le lieu idéal de course à pied ou à cheval. Les observatoires y semblent communs depuis l'Antiquité.
Depuis l'entre-deux-guerres, un circuit de ski nordique s'étend sur 16 km, et propose aux fondeurs vosgiens des dénivelés entre 903 et 1 110 m d'altitude. Le départ est situé traditionnellement au col des Bagenelles.